# Регионален център за опазване на нематериалното културно наследство в Югоизточна Европа под егидата на ЮНЕСКО
Регионалният център за опазване на нематериалното културно наследство в Югоизточна Европа под егидата на ЮНЕСКО е създаден през 2011 г. като един от седемте центъра категория 2 под егидата на ЮНЕСКСО в света. Негова мисия е да насърчава активното сътрудничеството в областта на нематериалното културно наследство на национално, регионално и международно ниво, както и да инициира и осъществява инициативи за опазване и популяризиране на нематериалното културно наследство на страните от Югоизточна Европа, посредством обучения, споделяне на добри практики и др.
Общият брой на държавите членки е 16. Това са Република Албания, Република Армения, Босна и Херцеговина, Република България, Грузия, Република Гърция, Република Кипър, Република Молдова, Румъния, Република Северна Македония, Република Словения, Република Сърбия, Република Турция, Република Хърватия, Черна гора и Украйна. Очаква се присъединяването и на други страни от региона през следващите години. Понастоящем са вписани общо 94 елемента на нематериалното културно наследсто.

## Нематериално културно наследство
Центърът осъществява своята дейност изцяло в сферата на нематериалното културно наследство. Под нематериално културно наследство следва да се разбира практика, възпроизвеждане, изразяване, знания и умения, които поколения, групи или отделни лица възприемат като част от своето културно наследство, също така инструменти, предмети, артефакти и културни пространства, свързани с тях. Нематериалното наследство се предава от поколение на поколение и асърчава уважението към културното многообразие и творческия потенциал на човечеството чрез осигуряване на постоянно възпроизвеждане на групите в отговор на околната среда, при взаимодействието им с природата и историята, и осигурява тяхната идентичност и приемственност.

## История
Сред първите крачки в създаването на Регионалния център в София е регистрацията му през 2008 г. като юридическо лице с нестопанска цел в съответствие с българското законодателство.
С резолюция приета от 35-та сесия на Генералната конференция на ЮНЕСКО през октомври 2009 г., Регионалният център е одобрен като център от категория 2 под егидата на ЮНЕСКО.

### Споразумение
На 10 ноември 2017 г. Генералният директор на ЮНЕСКО – г-жа Ирина Бокова (2009 – 2017) и министърът на културата на Република България – г-н Боил Банов подписват в Париж Cпоразумение за продължаване дейността в София (България) на Регионалния център за опазване на нематериалното културно наследство в Югоизточна Европа под егидата на ЮНЕСКO. То е валидно за нов шестгодишен период. Споразумението е ратифицирано със закон и обнародвано в Държавен вестник брой 32 от 13.04.2018 г.
На 25 октомври 2010 г. в Париж е подписано Споразумение между Правителството на Република България и Организацията на обединените нации за образование, наука и култура (ЮНЕСКО) за създаването в София (Република България) на Регионален център за опазване на нематериалното културно наследство в Югоизточна Европа под егидата на ЮНЕСКО (категория 2).
Споразумението е ратифицирано от Българския парламент на 16 март 2011 г.,след което влиза в сила.

#### Официално откриване
На тържествена церемония в София на 20 февруари 2012 г. Центърът е официално открит от Генералния директор на ЮНЕСКО г-жа Ирина Бокова, заедно с тогавашните министър на културата на Република България, г-н Вежди Рашидов, министър на външните работи на Република България, г-н Николай Младенов и председателя на Българската академия на науките, акад. Никола Съботинов.
Съучредители на Регионалния Център са Министерството на културата на Република България, Министерство на външните работи на Република България и Българската академия на науките.
Центърът се финансира целево от българската държава като за целта е създаден специален член в националния Закон за културно наследство.
Към момента изпълнителен директор на Регионален Център София – ЮНЕСКО е д-р Ирена Тодорова.

## Цели на Центъра
Основните цели на Регионалния център за опазване на нематериалното културно наследство в Югоизточна Европа под егидата на ЮНЕСКО са следните:
- Да популяризира Конвенцията на ЮНЕСКО за опазване на нематериалното културно наследство и да допринася за нейното прилагане в субрегиона на Югоизточна Европа;
- Да увеличи участието на отделни общности, групи и лица в опазването на нематериалното културно наследство в страните от Югоизточна Европа;
- Да разшири възможностите на държавите членки на ЮНЕСКО от Югоизточна Европа в опазването на нематериалното културно наследство;
- Да координира, обменя и разпространява информация относно опазването на нематериалното културно наследство в субрегиона;
- Да поощрява регионалното и международно сътрудничество за опазване на нематериалното културно наследство;
- Да подпомага усилията за опазване на елементите на нематериалното културно наследство от региона, включени в Представителния списък на ЮНЕСКО на нематериалното културно наследство и в Списъка на ЮНЕСКО за нематериалното културно наследство, което се нуждае от спешна помощ;
- Да подкрепя и съдейства на страните от региона при идентифицирането и инвентаризирането на нематериалното културно наследство и при разработването на системи на национално ниво за разпознаване на нематериалното наследство, намиращо се на тяхна територия;
- Да сътрудничи на институциите, занимаващи се с изучаването и опазването на нематериалното културно наследство на местно, национално и регионално равнище, както и за установяването на връзки между тях;
- Да подкрепя и участва в дейности за подготовка на специалисти в областта на нематериалното културно наследство;
- Да полага усилия за укрепването на сътрудничеството с ЮНЕСКО и със съответните сродни институции в други държави и региони.[5]

## Функции на Центъра
- Да насърчава и координира проучването на практиките по опазването на елементи на нематериалното културно наследство, действащи в страните от Югоизточна Европа, съгласно чл. 11, 12, 13 и 14 от Конвенцията от 2003 г.
- Да организира курсове за обучение по определени теми, свързани с Конвенцията от 2003 г. и нейните оперативни насоки, политики за опазване на нематериалното културно наследство и други.
- Да разширява международното, регионално и подрегионално сътрудничество чрез създаване на делови контакти с институции, работещи в областта на нематериалното културно наследство и по-специално тези, учредени под егидата на ЮНЕСКО (категория 2) с цел координиране на дейностите, обмен на информация и познания за опазването на нематериалното културно наследство и популяризиране на добрите практики.[5]

## Издателска дейност
Поредицата списания „Живи наследства“ са издания на Регионалния център за опазване на нематериалното културно наследство в Югоизточна Европа под егидата на ЮНЕСКО, София. Те са посветени на изследването, изучаването, опазването, съхранението и популяризирането на живите наследства в страните членки на Регионалния център. Целта е да се съдейства за разпространение на международни и национални политики, на знания и добри практики в сферата на нематериалното наследство, да се подкрепя опознаването, споделянето и разпространението на живи наследства.
Списанието се издава веднъж годишно в хартиен и електронен вариант. То излиза на български и на английски език. Към момента има два издадени броя – за 2018 и 2019 г.
С подкрепата на ООН и ЮНЕСКО, съвместно между Регионалния център за опазване на нематериалното културно наследство в Югоизточна Европа под егидата на ЮНЕСКО и Българската национална телевизия и излиза рубрика „Живи съкровища“, посветена на български ценности със световно културно значение. Поредицата се състои от шест късометражни филма посветени на чипровският килим, традиционните занаяти, българските читалища, нестинарството, мартеницата и народният празник „Сурва“.